# Conspiração (crime)
Uma conspiração é uma combinação entre duas ou mais pessoas físicas com o objetivo de lesar outrem em algum momento futuro, e, em alguns casos, com pelo menos um ato secreto para fomentar essa combinação. Não há limite quanto ao número de pessoas que participam de uma conspiração e, em muitos países, não há necessidade de que se comprove que o plano seria mesmo posto em prática para que haja uma acusação formal (o que difere de atentados, por exemplo, em que deve haver uma proximidade física do alvo para a perpetração do crime). Para fins de simultaneidade, o actus reus (ato de culpabilidade) é contínuo, e as partes podem associar-se em momentos diferentes e ser, da mesma forma, acusadas de conspiração. O arrependimento expresso por um ou mais  participantes não influi na responsabilidade, mas pode reduzir a sentença dos acusados.

## Brasil
O crime de conspiração, não é tipificado de forma específica no Código Penal Brasileiro (CPB), configura-se como um acordo entre duas ou mais pessoas para a prática futura de um crime. Para sua caracterização, exige-se a convergência de vontades entre os agentes, a pluralidade de participantes, a especificidade do crime como objetivo e a consumação do delito no momento da celebração do acordo. A distinção entre conspiração e tentativa reside na fase em que se interrompe a conduta delituosa. Na conspiração, a ação se limita ao planejamento, enquanto na tentativa, há início da execução do crime. A pena para o crime de conspiração é inferior à que seria aplicada se o crime tivesse sido consumado, sendo aplicada a analogia ao crime tentado (Art. 14, II, CP): 1/3 a 2/3 da pena do crime que se pretendia cometer.
A tipificação legal específica pode ser encontrada em casos como motim ou revolta (Art. 350 CP) e formação de quadrilha (Art. 288 CP), quando há conspiração para crimes hediondos, tráfico de drogas, terrorismo e outros delitos específicos. A compreensão do crime de conspiração e suas distinções é fundamental para a correta aplicação da lei, especialmente em casos de crimes específicos.